# ФК «Крылья Советов» в сезоне 1988
Сезон 1988 — 45-й сезон «Крыльев Советов», в том числе 6-й сезон в третьем по значимости дивизионе СССР. По итогам чемпионата команда заняла 3-е место.

## Статистика сезона
- 26 мая была одержана 500-я победа во всех чемпионатах страны (матч 5-го тура с «Торпедо» из Миасса)
- 16 июля Николай Щукин забил 1700-й гол команды во всех чемпионатах (матч 17-го тура с «Химиком» из Дзержинска)
- 12 октября команда провела свой 1400-й матч во всех чемпионатах страны (матч 33-го тура с «Торпедо» из Кургана)

## Чемпионат СССР (вторая лига)

### Турнирная таблица
| Место | Команда                     | И  | В  | Н | П  | Мячи  | О  |
| ----- | --------------------------- | -- | -- | - | -- | ----- | -- |
| 1     | «Уралмаш» (Свердловск)      | 32 | 21 | 7 | 4  | 49-25 | 49 |
| 2     | «Зенит» (Ижевск)            | 32 | 18 | 5 | 9  | 54-28 | 41 |
| 3     | «Крылья Советов» (Куйбышев) | 32 | 15 | 9 | 8  | 50-28 | 39 |
| 4     | «Гастелло» (Уфа)            | 32 | 15 | 7 | 10 | 35-25 | 37 |
| 5     | «Дружба» (Йошкар-Ола)       | 32 | 15 | 4 | 13 | 37-44 | 34 |

### Результаты матчей
| 06 мая 1988 1 тур | «Крылья Советов» (Куйбышев) | 3:0 | «Торпедо» (Курган) |  |

| 09 мая 1988 2 тур | «Крылья Советов» (Куйбышев) | 3:0 | «Уралмаш» (Свердловск) |  |

| 15 мая 1988 3 тур | «Уралец» (Нижний Тагил) | 2:0 | «Крылья Советов» (Куйбышев) |  |

| 18 мая 1988 4 тур | «Гастелло» (Уфа) | 0:0 | «Крылья Советов» (Куйбышев) |  |

| 26 мая 1988 5 тур | «Крылья Советов» (Куйбышев) | 3:0 | «Торпедо» (Миасс) |  |

| 29 мая 1988 6 тур | «Крылья Советов» (Куйбышев) | 1:0 | «Металлург» (Магнитогорск) |  |

| 09 июня 1988 8 тур | «Крылья Советов» (Куйбышев) | 1:0 | «Торпедо» (Тольятти) |  |

| 13 июня 1988 9 тур | «Старт» (Ульяновск) | 0:3 | «Крылья Советов» (Куйбышев) |  |

| 16 июня 1988 10 тур | «Рубин» (Казань) | 1:0 | «Крылья Советов» (Куйбышев) |  |

| 20 июня 1988 11 тур | «Торпедо» (Набережные Челны) | 0:0 | «Крылья Советов» (Куйбышев) |  |

| 26 июня 1988 12 тур | «Крылья Советов» (Куйбышев) | 7:1 | «Сталь» (Чебоксары) |  |

| 05 июля 1988 14 тур | «Дружба» (Йошкар-Ола) | 4:1 | «Крылья Советов» (Куйбышев) |  |

| 08 июля 1988 15 тур | «Динамо» (Киров) | 3:3 | «Крылья Советов» (Куйбышев) |  |

| 13 июля 1988 16 тур | «Крылья Советов» (Куйбышев)    | 2:0 | «Локомотив» (Горький) | Куйбышев                                                        |
| | Щукин 42′ (пен.) · Миначёв 55′ |     |                       | Стадион: Металлург Зрителей: 5000 Судья: В.Медвецкий (Волжский) |
| «Крылья Советов» (Куйбышев): Гаус ( 89' Ахмедов), Михалёв , Бучин, Еремеев, Миридонов ( 68' Валиев), Марушко ( 74' Рома), Маслов, Щукин, Чеснакас, Шарипов ( 46' Миначёв), Королёв · «Локомотив» (Горький): Терёхин, Петров, Сметанин, Климов ( 46' Виноградов), Сёмин, Масляев , Казаков, Сучилин, Кузьмин ( 74' Куваев), Леонтьев, Ершов ( 64' Борисов) |                                |     |                       |                                                                 |

| 16 июля 1988 17 тур | «Крылья Советов» (Куйбышев) | 2:0 | «Химик» (Дзержинск) |  |

| 24 июля 1988 7 тур | «Зенит» (Ижевск) | 2:0 | «Крылья Советов» (Куйбышев) |  |

| 04 августа 1988 18 тур | «Сталь» (Чебоксары) | 1:1 | «Крылья Советов» (Куйбышев) |  |

| 15 августа 1988 20 тур | «Крылья Советов» (Куйбышев) | 0:0 | Дружба |  |

| 18 августа 1988 21 тур | «Крылья Советов» (Куйбышев) | 4:1 | «Динамо» (Киров) |  |

| 23 августа 1988 22 тур | «Локомотив» (Горький) | 1:1 | «Крылья Советов» (Куйбышев) | Горький                                                      |
| | И.Иванов 70′          |     | 84′ (пен.) Марушко          | Стадион: Локомотив Зрителей: 2200 Судья: В.Гусар (Краснодар) |
| «Локомотив» (Горький): Терёхин, Петров, Сметанин, Румянцев, Сёмин, Масояев, Казаков, Сучилин, Леонтьев ( 46' Виноградов), Ершов ( 82' Климов), Борисов ( 61' И.Иванов) · «Крылья Советов» (Куйбышев): Гаус, Галлиулов, Бучин ( 79' Штыров), Валиев, Еремеев , Миначёв, Маслов, Щукин ( 65' Марушко), Чеснакас, Шарипов, Королёв |                       |     |                             |                                                              |

| 26 августа 1988 23 тур | «Химик» (Дзержинск) | 1:1 | «Крылья Советов» (Куйбышев) |  |

| 01 сентября 1988 24 тур | «Крылья Советов» (Куйбышев) | 3:1 | «Рубин» (Казань) |  |

| 05 сентября 1988 25 тур | «Крылья Советов» (Куйбышев) | 2:1 | «Старт» (Ульяновск) |  |

| 09 сентября 1988 26 тур | «Торпедо» (Тольятти) | 1:0 | «Крылья Советов» (Куйбышев) |  |

| 13 сентября 1988 27 тур | «Крылья Советов» (Куйбышев) | 3:1 | «Зенит» (Ижевск) |  |

| 17 сентября 1988 28 тур | «Крылья Советов» (Куйбышев) | 2:0 | «Торпедо» (Набережные Челны) |  |

| 24 сентября 1988 29 тур | «Металлург» (Магнитогорск) | 1:0 | «Крылья Советов» (Куйбышев) |  |

| 27 сентября 1988 30 тур | «Торпедо» (Миасс) | 3:0 | «Крылья Советов» (Куйбышев) |  |

| 04 октября 1988 31 тур | «Крылья Советов» (Куйбышев) | 2:0 | «Гастелло» (Уфа) |  |

| 07 октября 1988 32 тур | «Крылья Советов» (Куйбышев) | 1:1 | «Уралец» (Нижний Тагил) |  |

| 12 октября 1988 33 тур | «Торпедо» (Курган) | 1:0 | «Крылья Советов» (Куйбышев) |  |

| 15 октября 1988 34 тур | «Уралмаш» (Свердловск) | 1:1 | «Крылья Советов» (Куйбышев) |  |

## Кубок СССР 1988/1989

### Результаты матчей
| 02 мая 1988 1/64 | «Крылья Советов» (Куйбышев) | 1:1 (5:3 по пенальти) | «Ростсельмаш» (Ростов-на-Дону) | Куйбышев                                              |
|                  |                             |                       |                                | Стадион: Металлург Зрителей: 3000 Судья: Юров (Томск) |

| 22 мая 1988 1/32 | «Крылья Советов» (Куйбышев)           | 3:0 | «Машук» (Пятигорск) | Куйбышев                                                      |
|                  | Миначёв 29′ · Бучин 68′ · Шарипов 70′ |     |                     | Стадион: Металлург Зрителей: 7000 Судья: Будогосский (Москва) |

| 04 июня 1988 1/16 первый матч | «Зенит» (Ленинград) | 1:0 | «Крылья Советов» (Куйбышев) |  |

| 20 июля 1988 1/16 ответный матч | «Крылья Советов» (Куйбышев) | 0:0 | «Зенит» (Ленинград) |  |